# Avionika
Az avionika a légi járművek elektromos és elektronikus rendszereivel, berendezéseivel foglalkozó szakterület. Az aviatika (repülés) és elektronika összevonásával létrejött szó, az angol avionics megfelelője, Magyarországon az 1990-es évek elején kezdett elterjedni.
Magába foglalja a villamosenergia-ellátás, a világítás, a hírközlés, a navigáció eszközeit a légijármű fedélzetén, a többi légijármű-rendszer (például hajtóművek, repülésvezérlés, futómű) elektronikus és villamos összetevőit. Egyfelől a légiutas-kísérő egyszerű kézilámpája, másfelől egy harci repülőgép bonyolult célravezető rendszere is avionikai eszköz.
Tágabb értelemben még ide sorolják a felsorolt fedélzeti eszközök ellenőrzéséhez, karbantartásához, javításához a földön szükséges műszereket, készülékeket is. A számítógépek széles körű elterjedésével a légi járműveken ezek szoftvere is az avionika körébe tartozik.
Valamely légi jármű szóban forgó rendszereinek összességét tömören a gép avionikájának hívják  (pl.: „Az F-117A modern navigációs- és támadórendszerrel rendelkezik, amelyet egy digitális avionika rendszerbe integráltak.” – olvasható a F–117 Nighthawk cikkben.).
Az avionika a közlekedéstudomány egyik részterülete, egyetemi tantárgy.